# Dilxad Agha
|  | Per a altres significats, vegeu «Dilxad Agha (esposa d'Amir Husayn)». |

Dilxad Agha, Dilshad Agha o Delshad Agha (+1383) fou una princesa del Mogolistan, del clan dughlat, filla del Khan i amir Kamar al-Din.
A l'any 1373, segurament a finals d'any, Tamerlà va rebre informació de que Kamar al-Din Dughlat, l'antic amir que havia arribat a ulus beg (comandant en cap de l'exèrcit del kan de Mogolistan) i havia assassinat a Ilies Khoja, proclamant-se al seu lloc com a kan, havia promès agafar el regne de Mawara al-Nahr a Tamerlà. El març de 1374 Tamerlà va decidir una ofensiva i després de derrotar els jats a Kuruk Tupe (Turó Blau), Kamar al-Din es va retirar i es va fer fort al pas de Birke Ghuryan, on altre cop fou derrotat i va haver de fugir; Jahangir ibn Timur els va perseguir i en la persecució foren capturats els seus camells i bagatges i després les dones amb les seves joies i al final només restava escapol Kamar al-Din, fugint per les muntanyes amb només 7 persones. Entre les dones capturades hi havia l'esposa de Kamar al-Din, Buyan Agha, i la filla Dilxad Agha. Jahangir en va informar a Timur que estava acampat a Baytac, el qual es va dirigir en direcció on estava el seu fill. Timur es va trobar amb Jahangir a la muntanya de Kara Kasmak i allí va conèixer a Dilshad Agha. A les planes d'Azbehbary Timur va passar dos mesos de primavera aprofitant la bellesa del lloc. Després va passar per Yassi Davant i va anar a campar a Uzkunt on el va anar a rebre la seva germana gran Qutgluq Turkhan Agha. Es va anunciar una festa en la qual Timur es va casar amb la princesa Dilshad Agha
La princesa era jove. El 1382 Tamerlà va fer l'expedició contra els Ja'un-i Qurban i contra Amir Wali ibn Ali Hindu d'Astarabad. Dilxad Agha el va seguir però al arribar a Kabushan es va posar malalta i va haver de tornar a Samarcanda.
Nou anys després del casament va morir de la malaltia que patia (1383), poc abans que també morís la germana de Timur, Kutluq Turkhan Agha.